# Valse broeikasspin
De valse broeikasspin (Parasteatoda simulans) is een spinnensoort in de taxonomische indeling van de kogelspinnen (Theridiidae).
De wetenschappelijke naam van de soort werd voor het eerst geldig gepubliceerd in 1875 door Tord Tamerlan Teodor Thorell.